# 四色牌
四色牌（スーソーパイ）は、ラミー系のカードゲームで、中国で比較的長い歴史を持っている。ベトナムでは、このゲームは「トゥーサック」（Tứ sắc、「四色」の漢字音）という名前で知られている。
今も四色牌の製造を行っている会社は多い。そのひとつはシンガポールにある。

## カード

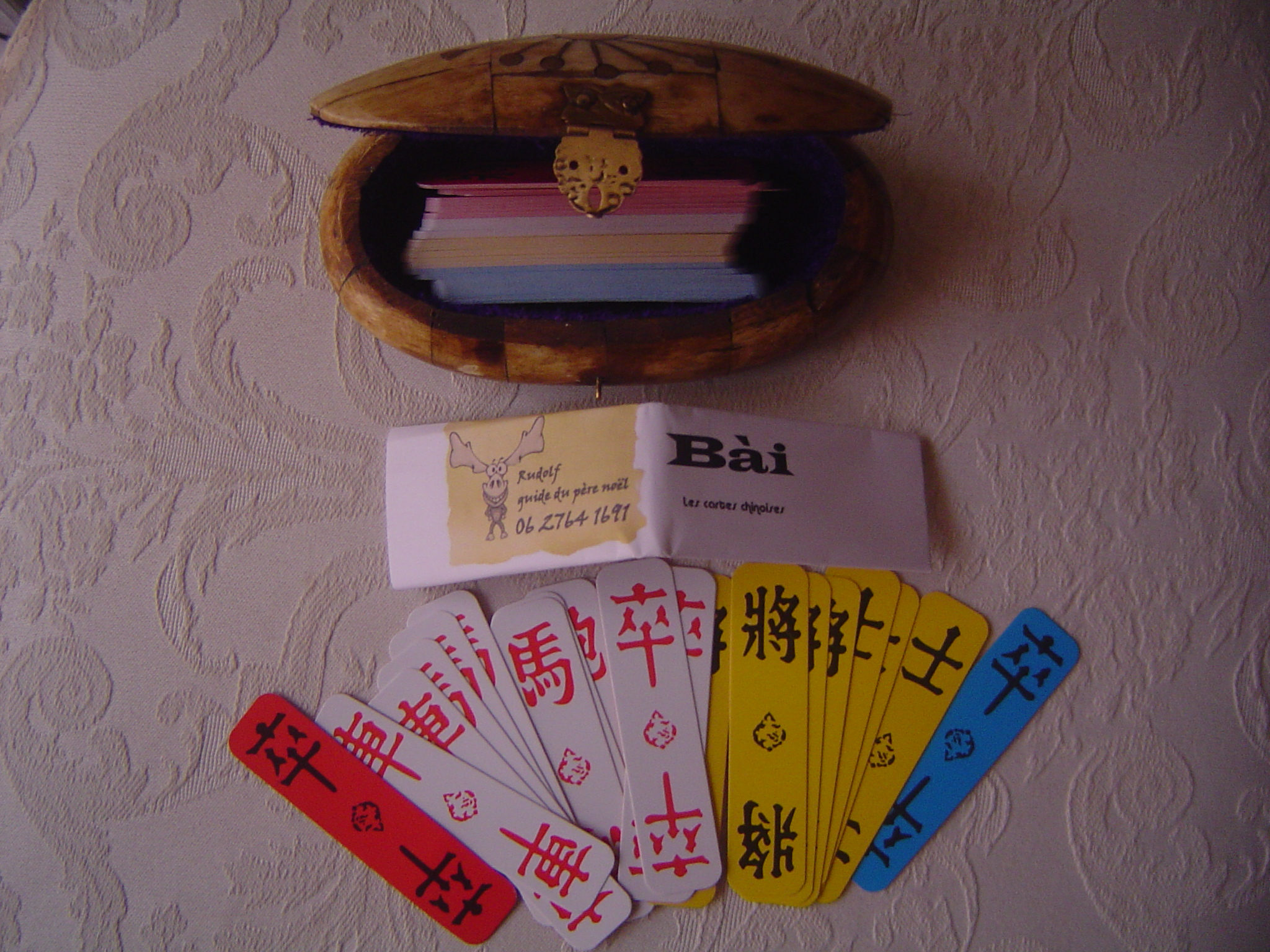
ベトナムの四色牌

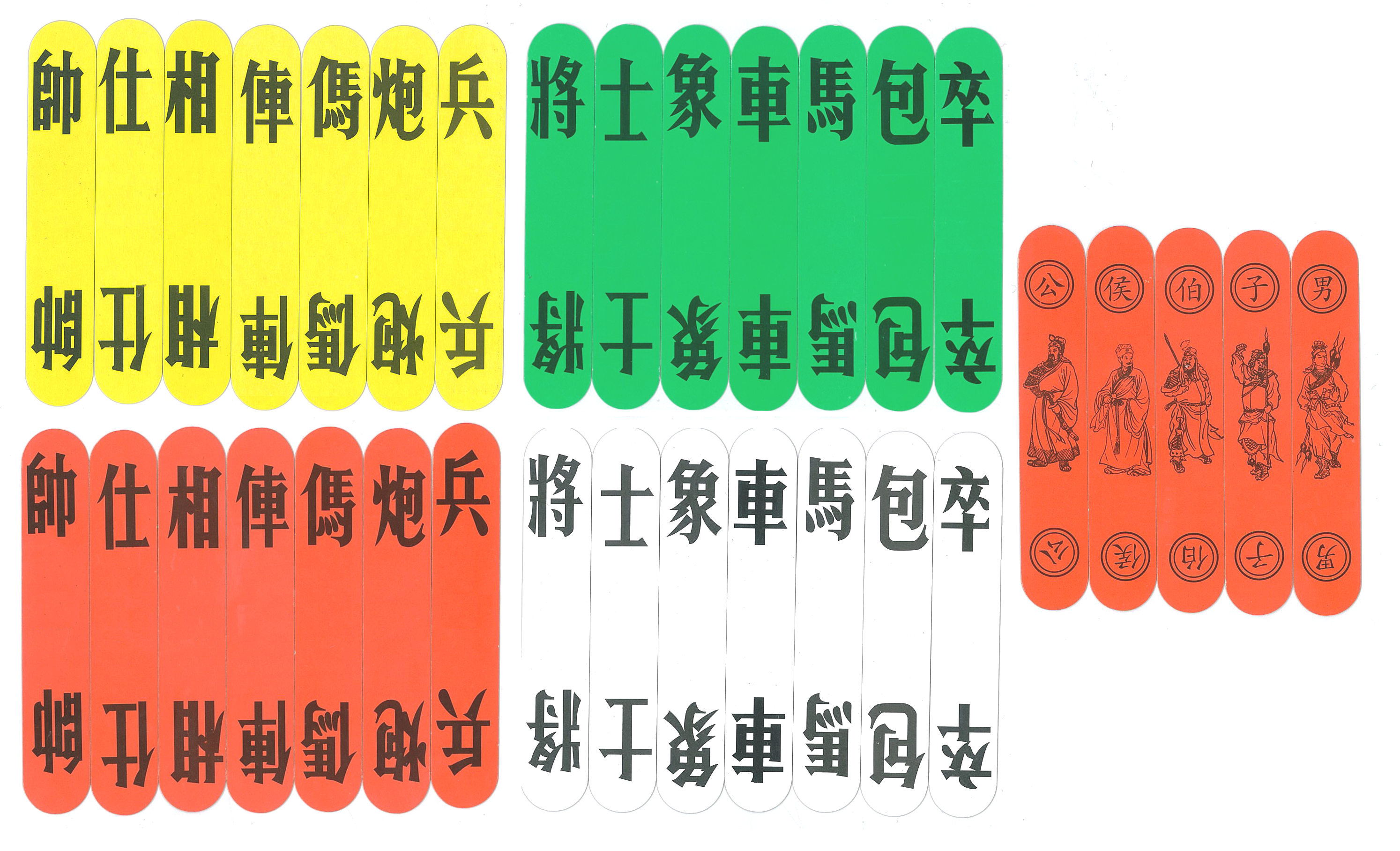
福州の四色牌

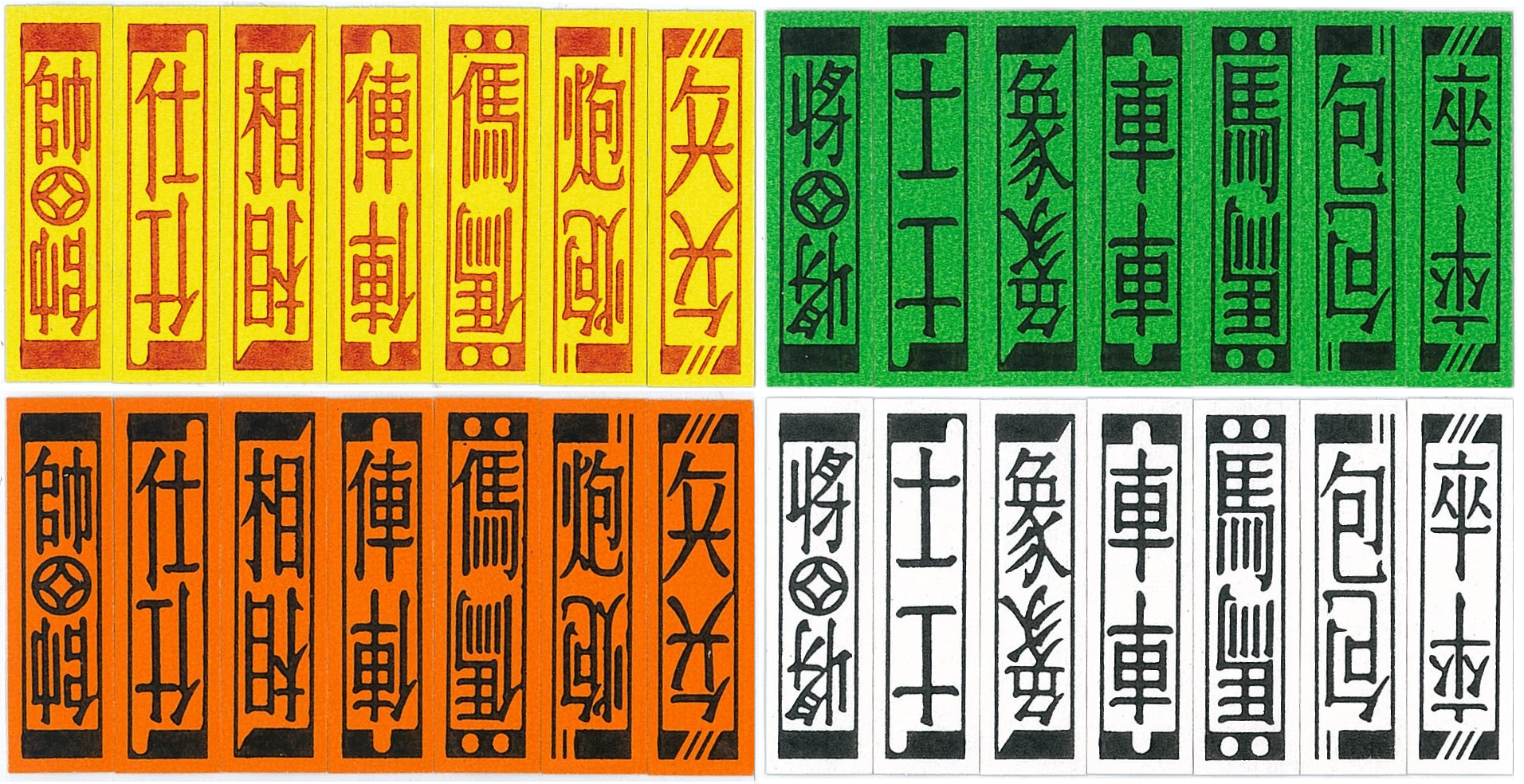
台灣の四色牌

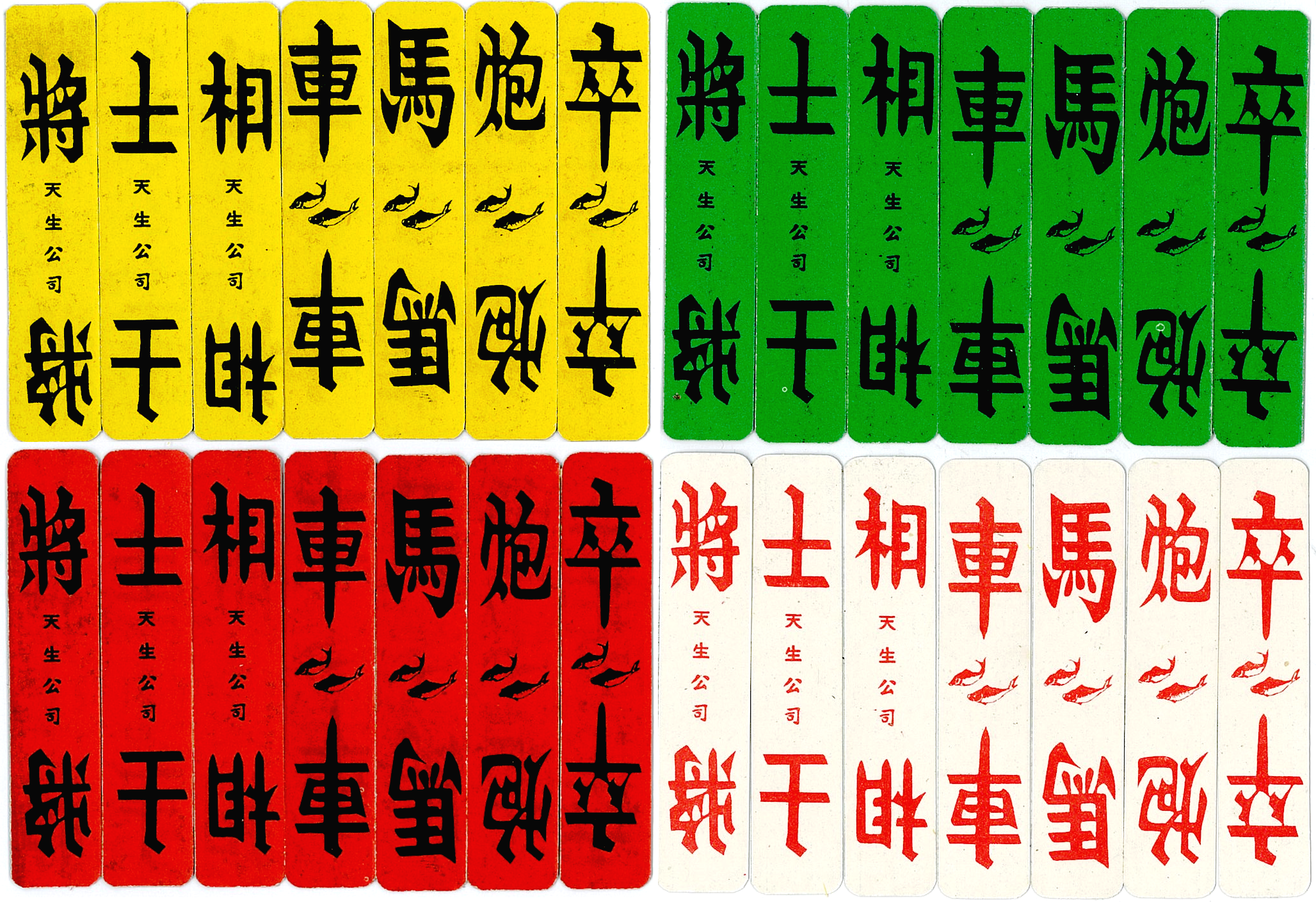
香港の四色牌

廣水の四色牌

標準のカードの1セットは112枚のカードからなる。4つの色に分かれ、それぞれの色は28枚からなり、7種類のシャンチーの駒の名が書かれている。麻雀と同様、同じ色・同じ種類のカードが4枚ずつある。
- 帥（将）
- 仕（士）
- 相（象）
- 車
- 馬
- 炮
- 兵（卒）

このカードは下層階級の人々により賭博目的で使われ、粗末で安価なつくりになっている。賭博は中国では違法であるため、すぐにカードを捨てられるようにするためである。中国革命と下層階級の人々との関係のため、このゲームについて書かれたルールはほとんど存在しない。このため、地域や家庭によりさまざまに異なるルールが存在する。

## ゲームの目的
このゲームの目的は、麻雀に非常によく似ている。以下の方法でカードの組みあわせを作ることによって上がる。各競技者はゲーム開始時に20枚のカードを手札として持ち、最低9点（点数のことを「胡（フー）」と呼ぶ）の手で21枚にして上がる。最高点は41点だが、それはほとんど不可能である。上がるときの点数は9点から41点の間の奇数になる必要がある。これは、カードの過不足をチェックするための目安になる。

## 準備
通常2人または3人でゲームを行う。人数がそれより多い場合は、人数分のカードを追加する。たとえば、4人ならば1セット（112枚）に追加カード（28枚）を加える。
最初のゲームでは、荘家を何らかの方法で決定する。よくある方法は、伏せたカードを各人が1枚ずつ引いて、その中で一番よいカードを引いた者が荘家になるというものである。2番目以降のゲームでは、前の回の勝者が次の回の荘家となり、勝者の左側に座った人が前回使ったカードを1つにまとめる。
荘家は、カードをシャッフルして、各人に20枚の手札を配る。これは現実には結構大変である。カードはシャッフルしづらく、トランプと同じようにシャッフルしようとすると、手から飛びだしてしまう。ふつうは、前回のゲームに使ったカードを中央に集めて、表を向いたカードを裏返して、麻雀風にかきまぜる。このときにカードが折れたりしないように気をつける必要がある。それから荘家がカードをひとつにまとめて、数回カットを入れ、5枚ずつまとめて配る。自分にだけ最初に6枚配って、最初に捨てることができるようにすることもある。
残りのカードは山札として中央に置く。ふつうはきちんと積まずに、横にすこしずらした形で積まれる。カードは山札の端から順に引かれる。
手札は扇子のような形に持つが、初心者は細長いカードを手に持つのが難しく感じることがある。場合によってはカードを伏せて置いても構わないことがある。人によっては、手札の中にある、手をつける必要のない組み合わせを、他の手札と別にして、裏返しに自分の前にまとめて置く人もある。

## プレイ
競技者は、自分の手番になったら以下の順序に従ってプレイする。
1. カードを引く
2. 組み合わせをさらす
3. 捨てる

### 1. カードを引く
競技者は山札の一番上から1枚取って、自分の前に表を向けてさらす。取ったカードを手札に加えてはならない。

### 2. 組み合わせをさらす
カードを引いた競技者、または他の競技者は、望むなら手札の一部をさらし、引かれたカードと組み合わせて組み合わせを作ることができる。その場合、手札から最大3枚さらすことができる。引かれたカード1枚だけで組み合わせが作れる場合は、取りだす手札が0枚のこともある。優先順位については後述する。さらしたカードは表をむけてテーブル上に置いたままにする。競技者が手札以外を使って組み合わせを作ることはできない。特に、すでにさらしたカードを使って新たに組み合わせを作ることはできない。手札のなかにすでにある組み合わせをくずしたり、そのまま使ったりすることはできる。
もし、競技者の手が完全に組み合わせだけによって構成されているか、手札の数がゼロになったら、その競技者は上がりを宣言して、手札をすべてさらすことができる。上がりが出るとそのゲームはそこで終了して、点数を計算する（後述）。

### 3. 捨てる
競技者が引いたカードで組み合わせを作った場合、任意のカードを1枚捨てることができる。捨てたカードは競技者の右側に表を向けて置かれ、すべての競技者、とくに右側にいる競技者がそれを見ることができるようにする。引いたカードで組み合わせを作らなかった場合は、そのカードを捨てなければならない。現実には帥（将）が捨てられることはない（1枚だけで組み合わせを作ることができ、1点が得られるため）。
カードを捨てたあとの競技者の手が完全に組み合わせだけによって構成されているか、手札の数がゼロになったとしても、それではカードの数が20枚にしかならないので、上がりではない。上がるためには、さらに1枚だけの組み合わせを得る必要がある。
カードを捨てたら、その競技者の右隣に座っている（反時計回り）次の競技者の番になる。
以上が基本的なプレイの進め方である。しかし、このプレイ順序には2つの変更が加わる:
- 他の競技者の引いたカードで組み合わせを作る
- 他の競技者の捨てたカードで組み合わせを作る

この変更はきわめて単純である。ある条件下において、競技者は別の競技者の引いたカードまたは捨てたカードで組み合わせを作ることができる。その時はカードを要求した（鳴いた）人の番になり、その競技者はカードを1枚捨てる。その後は通常と同様に、カードを要求した人の右隣の人の番になる。その結果、ほかの競技者は自分の番を飛ばされ、自分でカードを引いて組み合わせを作る機会を逃してしまうこともある。
複数の人がカードを要求した場合、下の 1 から 5 の順で優先順位が決まる。1 と 4 については、他人のカードを盗むわけではなく、自分自身の引いたカードを使うことに注意。
1. カードを引いた人が上がることのできる場合は、他の人よりも優先順位が高い。この場合は「自摸（ツモ）」と言う必要がある。
2. そのカードによって上がることができる場合、その競技者は「胡（フー）」と言い、上がることができる。2人以上が「フー」と言った場合、通常の競技順序で先番の人が優先される。「フー」は誰でも宣言できる。
3. そのカードによって同一カードの4枚組ができる場合、その競技者は「槓（カン）」と言う。同一のカードによる3枚組ができる場合は「碰（ポン）」と言う。「カン・ポン」は誰でも宣言できる。
4. カードを引いた人が、そのカードによって将士象・車馬炮・三色兵・四色兵ができる場合および1枚だけの組み合わせができる場合、それを宣言できる。2枚組は宣言できない。
5. そのカードによって将士象・車馬炮・三色兵・四色兵ができる場合、自分の直前の番の競技者が引くか捨てるかしたカードを得ることができる。このときは「吃（チー）」と言う。

他人が引いたカードまたは捨てたカードで帥・将1枚だけの組み合わせを作ることは、上がる場合以外はできないだろうということに注意。したがって、もし競技者が帥・将を引いた場合は、ほかの競技者がその帥・将の3枚組をすでに持っていて、それを（より高い点数を得るために）4枚組にしたい場合以外は、引いた帥・将は捨てずに手札の中の別のカードを捨てるべきである。

## 組み合わせと点数

### 1枚の組み合わせ
- さらしていてもいなくても1点

この組み合わせは帥（将）の場合だけである。帥（将）は、ほかのカードと組み合わせてもっと点が取れる場合を除き、1枚だけで組み合わせになる。1枚だけの組み合わせは、さらしてあっても手札の中にあっても1点となる。

### 2枚組
- さらしていてもいなくても0点

2枚組を構成するカードは、同一（おなじ色でおなじ種類）でなければならない。ただし、2枚組は点数がつかないので、帥（将）が2枚あるときは、2点を得るために、ほとんど常に1枚の組み合わせふたつと勘定する。帥（将）以外は、「ポン」することで3枚組を作ろうと努力する。
種類が同じでも色のちがうカードは2枚組として使えないことに注意。

### 3枚組
3枚組の組み合わせは数種類ある。

#### 将士象
- 手札（1点）
- さらした場合（1点）

おなじ色の帥（将）・仕（士）・相（象）の3枚からなる。場にさらしてあっても、手札の中にあっても1点になる。したがって、将士象を作ることによって上がりになり、かつ他の組み合わせによって十分な点数を得られる場合を除いては、将士象を作る意味はない。

#### 車馬炮
- 手札（1点）
- さらした場合（1点）

おなじ色の車・馬・炮の3枚からなる。場にさらしてあっても、手札の中にあっても1点になる。

#### 同一のカード3枚組
- 手札（3点）
- さらした場合（1点）

麻雀の刻子とおなじく、3枚の同一の（色と種類が同じ）カードで構成される。場にさらした場合は1点、手札の中にある場合は3点になる。帥（将）が3枚ある場合は、それぞれの帥（将）を別々に数えれば、手札でもさらしてあっても3点になる。

#### 3枚の異なる色の兵・卒（三色兵）
- 手札（1点）
- さらした場合（1点）

おなじ種類で異なる色の3枚の兵・卒からなる。場にさらしてあっても、手札の中にあっても1点になる。

### 4枚組
4枚組の組み合わせは数種類ある。

#### 同一のカード4枚組
- 手札（8点）
- さらした場合（6点）

麻雀の槓子とおなじく、4枚の同一の（色と種類が同じ）カードからなる。場にさらしてある場合は6点、手札にある場合は8点になる。これは、帥（将）が1枚ずつ別に勘定しないほうがよい唯一の場合である。4枚の帥（将）を別々に数えれば4点だが、4枚組にすればより高い点数が得られるからである。

#### 4枚の異なる色の兵・卒（四色兵）
- 手札（4点）
- さらした場合（4点）

おなじ種類で異なる色の4枚の兵・卒からなる。場にさらしてあっても、手札の中にあっても4点になる。

## 配り直し
配られた手が以下のうちひとつを満たさない場合は、競技者はその回を無効として配り直しを宣言することができる。
- 帥（将）1枚だけの組み合わせ（1点）
- 同一のカード3枚組（3点）
- 同一のカード4枚組（8点）または 4枚の異なる色の兵・卒（4点）

## マナー
- 引いたカードや捨て札を見せるときにカードの名前を言うのは適切なマナーだと考えられている。
- カードを引いたときに、他人の反応を見るために鳴くのを遅らせるのはマナー違反と見なされる。
- 自分が引いたカードに対して、たとえ組み合わせを作ることができたとしても、自分より優先する相手の要求を拒絶することはマナー違反である。競技者は、他の全員が引いたカードを見たあとに、はじめて自分の引いたカードで組み合わせを作るべきである。ただし、カードを見せたのに見なかったとしたら、それはその人の責任である。
- 次の順番の人がカードを引いたり捨てたりした後に、前の人の引いたり捨てたりしたカードを要求するのはマナーに違反する。すなわち待ったはできない。

## 関係のあるほかのゲーム

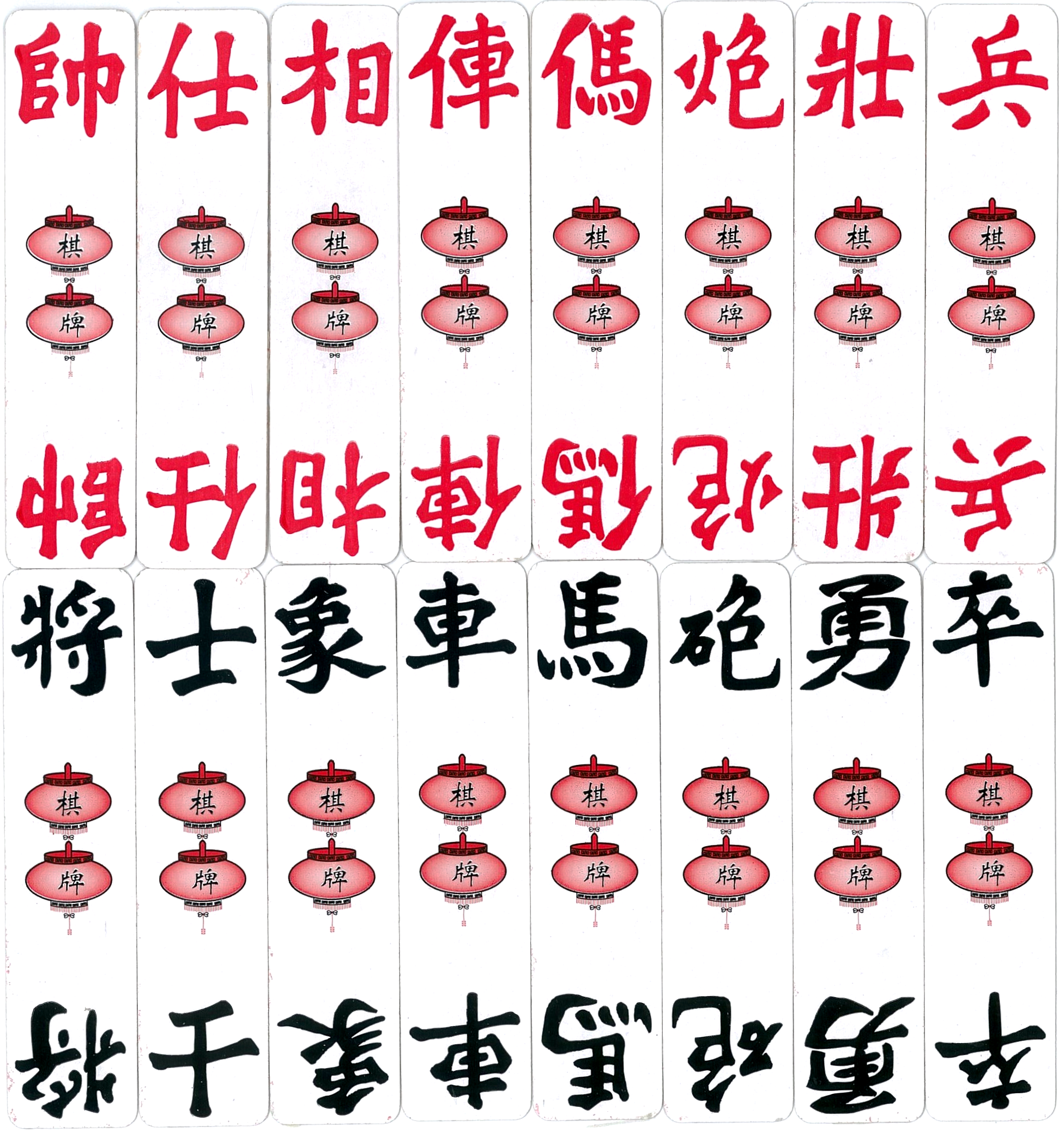
四川の象棋牌

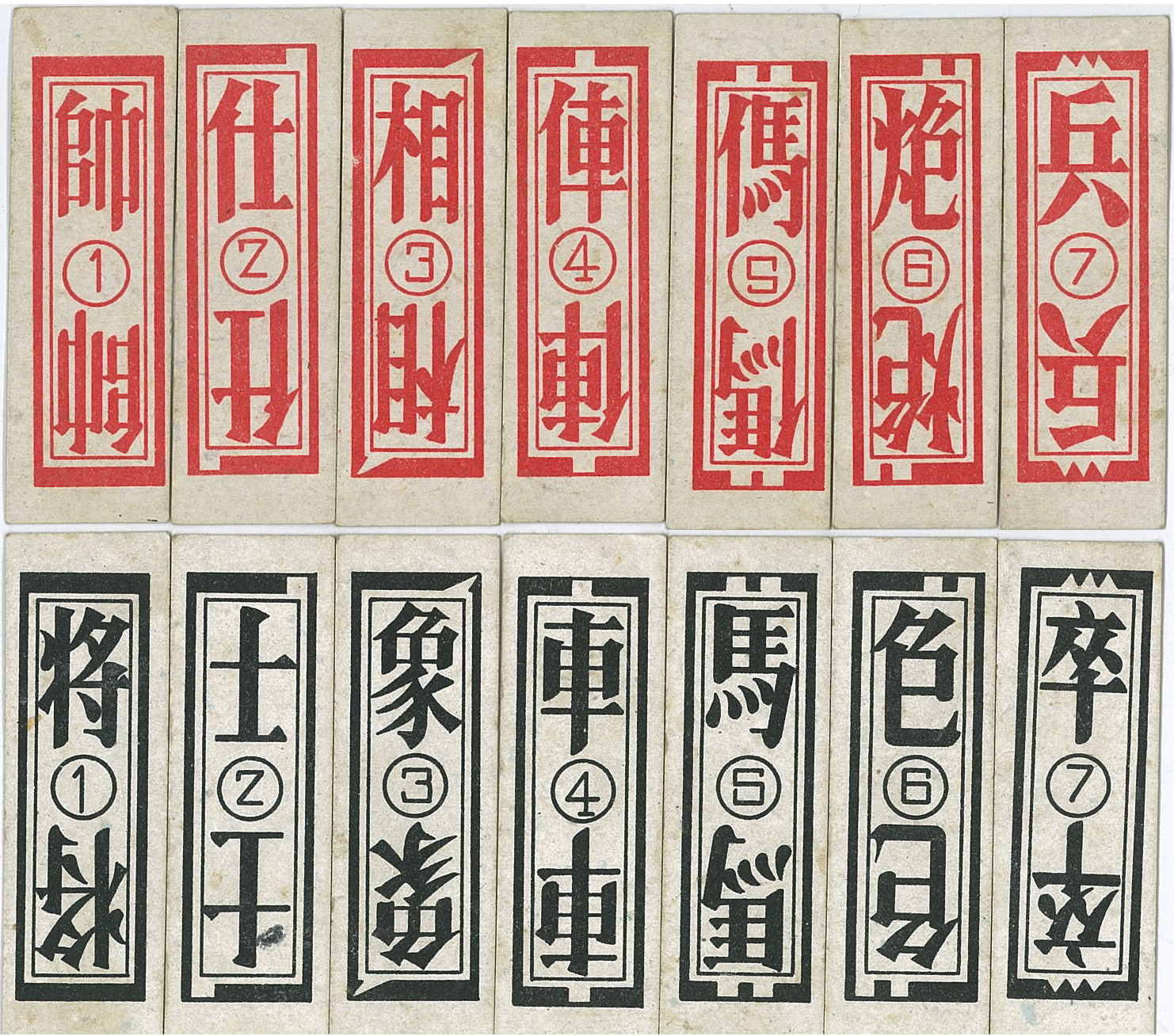
福建の象棋牌

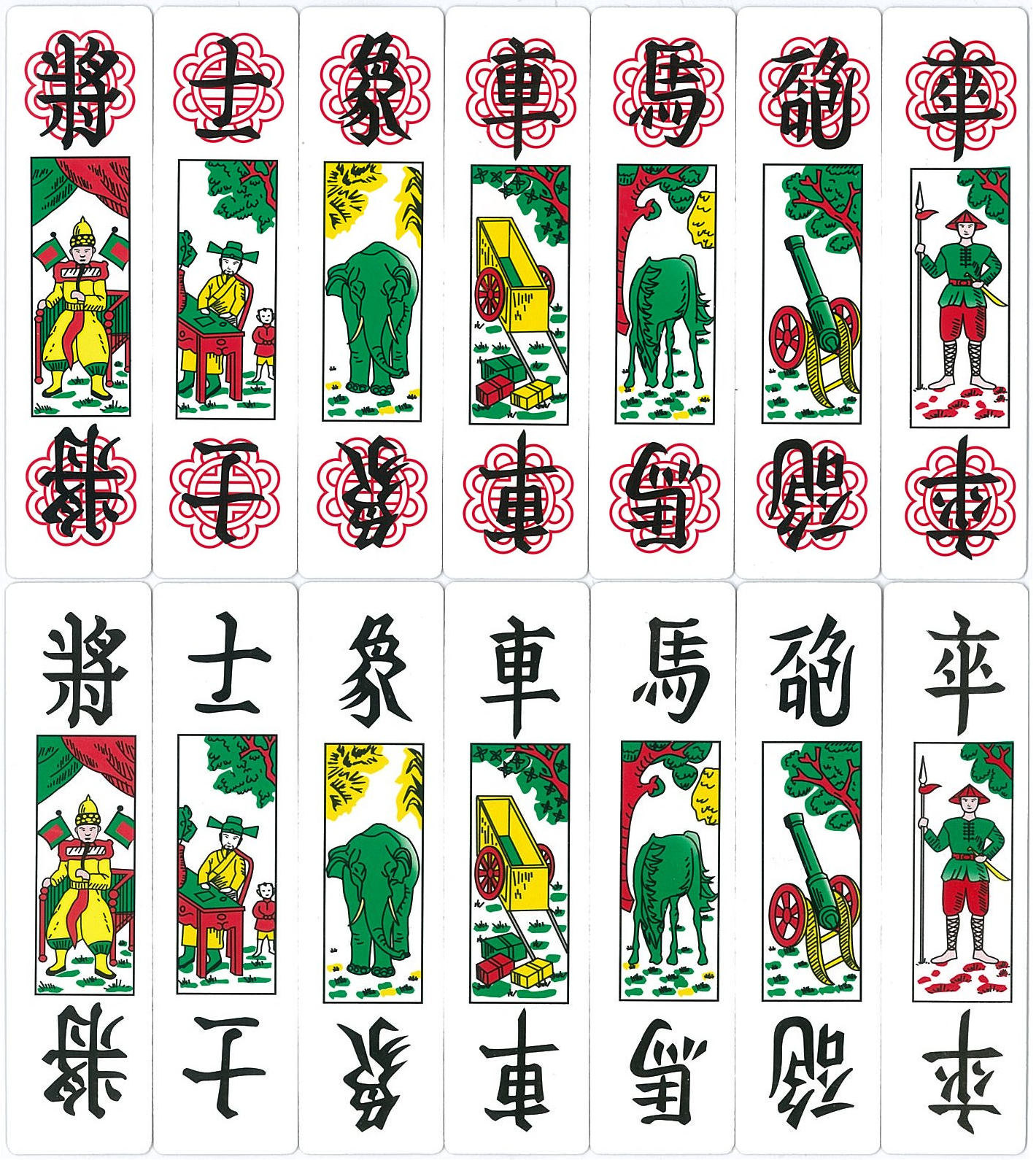
ベトナムの三菊牌

- ベトナムには、「タム・クック（tam cúc、三菊）」（英語）という、やはりシャンチーの駒の名前を書いたカードゲームがあるが、こちらは赤と黒の2色で、枚数・構成は本来のシャンチーと同じ32枚である。ゲームの内容もトリックテイキングゲームで、四色牌とはまったく異なっている。

- フィリピンには「クワホ」（綴りはcuajo、kwaho、kuwahoなど）と呼ばれる伝統的なカードゲームがある。ラテンスタイルのトランプを使用し、各スートは2および6以上の数字札を除いた7種類からなる。同一のカードが4枚ずつあるので、合計すると7×4×4=112枚になる。カードの見た目は異なっているが、その構成は四色牌とまったく同じであり、ルールも四色牌に酷似している。詳細はRules of Card Games:Cuajo(pagat.com)を参照。